# Československá hokejová reprezentace v sezóně 1924/1925
Československá hokejová reprezentace v sezóně 1924/1925 sehrála celkem 3 zápasy.

## Přehled mezistátních zápasů
| Pořadí | Datum                      | Soupeř    | Výsledek       | Soutěž                  | Místo utkání   |
| ------ | -------------------------- | --------- | -------------- | ----------------------- | -------------- |
| 31.    | 9. ledna 1925              | Rakousko  | 3:0 (1:0, 2:0) | Mistrovství Evropy 1925 | Štrbské Pleso  |
| 32.    | 11. ledna 1925 (dopoledne) | Švýcarsko | 1:0 (0:0, 1:0) | Mistrovství Evropy 1925 | Starý Smokovec |
| 33.    | 11. ledna 1925 (odpoledne) | Belgie    | 6:0 (4:0, 2:0) | Mistrovství Evropy 1925 | Starý Smokovec |

## Bilance sezóny 1924/25
| Soupeř    | Zápasy | Výhry | Remízy | Prohry | Skóre |
| --------- | ------ | ----- | ------ | ------ | ----- |
| Belgie    | 1      | 1     | 0      | 0      | 6:0   |
| Rakousko  | 1      | 1     | 0      | 0      | 3:0   |
| Švýcarsko | 1      | 1     | 0      | 0      | 1:0   |
| Celkem    | 3      | 3     | 0      | 0      | 10:0  |